# Karakoumi
Karakoumi (in greco Καράκουμι?; in turco Karakum) è un villaggio di Cipro, situato a circa 2 chilometri da Kyrenia. È sotto il controllo de facto di Cipro del Nord, dove appartiene al distretto di Girne, mentre de iure appartiene al distretto di Kyrenia della Repubblica di Cipro. Prima del 1974 il villaggio è sempre stato abitato esclusivamente da greco-ciprioti. 
La sua popolazione nel 2011 era di 722 abitanti.

## Geografia fisica
Karakoumi si trova sulla costa settentrionale dell'isola, due chilometri a est della città di Kyrenia.

## Origini del nome
Secondo Goodwin,  durante il periodo ottomano Karakoumi era originariamente un Çiftlik  (fattoria) di proprietà di musulmani. Con l'arrivo dell'amministrazione britannica nel 1878, i proprietari del Çiftlik lo abbandonarono e successivamente fu popolato da greco-ciprioti. Il nome greco è una versione corrotta del nome turco Karakum, che significa "sabbia nera". I turco-ciprioti hanno sempre chiamato il villaggio Karakum.

## Società

### Evoluzione demografica
I greco-ciprioti hanno abitato esclusivamente il villaggio sin dal 1891. Fino al 1931, la popolazione totale del villaggio oscillava tra i 36 e i 55 abitanti. Questo numero è aumentato drasticamente da 55 abitanti  nel 1931 a 119 nel 1946. La popolazione del villaggio continuò ad aumentare e raggiunse i 194 abitanti nel 1960.
Lo sfollamento della maggior parte dei greco-ciprioti di Karakoumi avvenne nel 1974, quando a luglio fuggirono dall'avanzata dell'esercito turco e cercarono rifugio a sud. Tuttavia, nel febbraio 1976, 26 greco-ciprioti risultavano essere accampati nel villaggio e sembra che siano rimasti lì fino al novembre dello stesso anno, per poi essere costretti ad andarsene. Attualmente i greco-ciprioti di Karakoumi sono sparsi in tutto il sud dell'isola. Il numero stimato di greco-ciprioti di questo villaggio sfollati dopo il 1974 è di circa 200 (194 nel censimento del 1960).
Dopo lo sfollamento degli abitanti greco-ciprioti del villaggio nel 1974, questo è stato ripopolato da sfollati turco-ciprioti provenienti dalla città di Limassol. Dalla metà degli anni ottanta, molti turco-ciprioti rientrati dall'estero e alcuni cittadini europei hanno acquistato proprietà nelle vicinanze di Karakoumi. Secondo il censimento del 2006, la popolazione de jure del villaggio era di 299 abitanti, anche se questo numero aumenta durante la stagione delle vacanze a causa delle nuove case di villeggiatura costruite entro i confini del villaggio, che é ora un sobborgo di Kyrenia.